# Savage Grace
Savage Grace es una película dramática de 2007 dirigida por Tom Kalin y escrita por Howard A. Rodman, basada en el libro homónimo de Natalie Robins y Steven ML Aronson. La historia se basa en la relación disfuncional, supuestamente incestuosa, entre la heredera y socialite Barbara Daly Baekeland y su hijo, Antony. La película está protagonizada por Julianne Moore, Stephen Dillane, Eddie Redmayne, Elena Anaya y Hugh Dancy. Se escogió para la selección oficial en el Festival de Cine de Londres, en el Festival de Cine de Sundance y en el Festival de Cine de Cannes de 2007. Savage Grace fue nominada a un premio Independent Spirit al mejor guion en 2008. El 25 de julio de 2011 se estrenó el doblaje en catalán en TV3.

## Argumento
La película está basada en la historia real de Barbara Daly Baekeland (Moore), su esposo Brooks Baekeland (Dillane), heredero de la fortuna de los plásticos de baquelita, y su único hijo, Antony (Redmayne), a quien le diagnosticaron esquizofrenia. La historia comienza con el nacimiento de Antony y sigue a la familia hasta el momento de su arresto por el asesinato de su madre.

## Reparto
- Julianne Moore como Barbara Daly Baekeland
- Stephen Dillane como Brooks Baekeland
- Eddie Redmayne como Antony
- Elena Anaya
- Hugh Dancy como Samuel Adams Green

## Recepción crítica
Los críticos dieron a la película críticas mixtas. El agregador de reseñas Rotten Tomatoes tiene un 38% de aprobación, según 89 reseñas; el consenso dice "aunque visualmente convincentes, los lamentables personajes de Savage Grace dificultan la visualización". Metacritic, otro agregador de reseñas, informó que la película obtuvo una puntuación promedio de 51 sobre 100, según 28 reseñas.
Peter Bradshaw, que escribió en The Guardian, le dio a la película cuatro de cinco estrellas y la describió como "una película apasionante, fríamente brillante y tremendamente interpretada".

## Reconocimientos
Savage Grace fue nominada a un premio Independent Spirit al mejor guion en premio Independent Spirit al mejor guion.

## Sam Green
Después del estreno de la película, el ex amante de Baekeland, Samuel Adams Green (interpretado por Dancy en la película), escribió un artículo señalando que los elementos de la película eran inexactos, como la escena ménage à trois de Barbara, Antony y Sam teniendo sexo.
Luego, Green emprendió acciones legales contra los cineastas, que aún no se habían resuelto en el momento de su muerte.